# Louis Couppé
Louis Couppé MSC (ur. 26 sierpnia 1850 w Romorantin, zm. 20 lipca 1926 w Douglas Park) – francuski duchowny rzymskokatolicki, misjonarz Najświętszego Serca Jezusowego, wikariusz apostolski Nowej Brytanii/Nowego Pomorza/Rabaulu.

## Biografia
Louis Couppé urodził się 27 sierpnia 1876 w Romorantinie we Francji. 30 maja 1874 otrzymał święcenia prezbiteriatu z rąk biskupa Blois Louisa-Théophila Pallu du Parca i został kapłanem diecezji Blois. 26 sierpnia 1881 wstąpił do misjonarzy Najświętszego Serca Jezusowego. W tym celu musiał wyjechać do Holandii, gdyż antyklerykalne ustawy wygnały to zgromadzenie z Francji. 26 sierpnia 1884 w Rzymie złożył śluby wieczyste.
W styczniu 1885 przybył do Sydney, a w 1886 do brytyjskiej części Nowej Gwinei.
28 grudnia 1889 papież Leon XIII mianował go wikariuszem apostolskim Nowej Brytanii oraz biskupem tytularnym Lerusu. 5 października 1890 w Antwerpii przyjął sakrę biskupią z rąk arcybiskupa Mechelen kard. Pierre’a-Lamberta Goossensa. Współkonsekratorami byli biskup luksemburski Johannes Joseph Koppes oraz biskup pomocniczy koloński Anton Hubert Fischer.
Wraz ze zmianami nazwy jego wikariatu dwukrotnie zmieniała się również tytulatura bpa Couppé: 8 grudnia 1890 na wikariusz apostolski Nowego Pomorza, a 14 listopada 1922 na wikariusz apostolski Rabaulu.
Podczas jego pontyfikatu niemieckie władze kolonialne czyniły trudności misjom katolickim. Z sukcesem odwołał się do władz centralnych w Berlinie od wyznaczenia przez władze kolonialne dzielnic, poza którymi nie można było prowadzić misji (Berlin pozwolił prowadzić misje, które już istniały; ostatecznie zakaz ten został później zniesiony). Pod naciskiem niemieckim zastępował francuskich misjonarzy niemieckimi. Aby zapewnić przyszły wzrost i finansowanie misji, bp Couppé kupował duże obszary ziemi. Podczas I wojny światowej jego misja została odcięta od funduszów z Europy, jednak była w dużej mierze samowystarczalna. W Vunapope, które było jego siedzibą funkcjonowały szkoły, warsztaty, szpital, sierociniec, drukarnia, kościół i różne domy zakonne.
Zrezygnował z wikariatu w 1923. Na emeryturze osiadł w Douglas Park w pobliżu Sydney. 18 grudnia 1925 papież Pius XI mianował go arcybiskupem tytularnym Hierapolisu. Zmarł 20 lipca 1926 w Douglas Park. Został pochowany w Vunapope.